# Eoux
Eoux é uma comuna francesa na região administrativa da Occitânia, no departamento do Alto Garona. Estende-se por uma área de 9.17 km², com 125 habitantes, segundo o censo de 2018, com uma densidade de 14 hab/km².